# 北阿特爾伯勒森特 (麻薩諸塞州)
北阿特爾伯勒森特（英語：North Attleborough Center）是位於美國麻薩諸塞州布里斯托縣的一個非建制地區。

## 地理
北阿特爾伯勒森特所處的海拔為高於海平面55米（即180英呎），而該地所採用的時區為UTC-5，即北美东部時區（EST）。同時該地設有夏令時間，為UTC-5調快一小時，即UTC-4（EDT）。